# Rhinolophus swinnyi
Rhinolophus swinnyi» es una especie de murciélago de la familia Rhinolophidae.

## Distribución geográfica
Se encuentra en Angola, República Democrática del Congo, Malawi, Mozambique, Sudáfrica, Tanzania, Zambia y Zimbabue.

## Hábitat
Su hábitat natural son: montañas, sabanas áridas y húmedas, cuevas, y los lugares subterráneos.

## Estado de conservación
Se encuentra amenazada de extinción por la pérdida de su hábitat natural.